# 艾爾·卡彭 (電影)
是一部1959年的傳記犯罪電影，由理察·威爾森執導，編劇是馬爾文·瓦爾德及Henry F. Greenberg。洛·史德加飾演。
史德加據說曾拒絶監製第一次所提出的角色，原因是他覺得最初劇本不合適地將卡彭和犯罪浪漫化。在訪問中，史德加說過：「我已經拒絕本片三次了。」根據TCM頻道說，監製同意重寫劇本後，他才願意演出。

## 劇情
1919年，艾爾·卡彭來到芝加哥投效童年時的朋友強尼·托里奧。托里奧是當地最有勢力的黑道幫派老大。卡彭成為他的貼身保鏢，並且幫助他鏟除原來幫中的老大。從此卡彭和托里奧成為幫派的頭目。之後托里奧因在暗殺行動中受傷而引退，卡彭成為芝加哥最有權勢的黑道老大。雖然他被多次起訴，但皆未定罪，最後公家以逃稅為由，將其拘捕入獄。

## 演員
- 洛·史德加 飾
- 尼希米·佩索夫（英语：Nehemiah Persoff） 飾 強尼·托里奧
- 費伊·斯佩恩（英语：Fay Spain） 飾 Maureen Flannery
- 喬·迪·聖提斯（英语：Joe De Santis） 飾 Big Jim Colosimo
- 馬田·波森 飾 Mac Keely
- 詹姆斯·古格里（英语：James Gregory (actor)） 飾 Schaefer
- Murvyn Vye（英语：Murvyn Vye） 飾 Bugs Moran
- 桑迪·肯楊（英语：Sandy Kenyon） 飾 Bones Corelli
- 克萊格·霍伊特（英语：Clegg Hoyt） 飾 Lefty（未掛名）

## 劇照

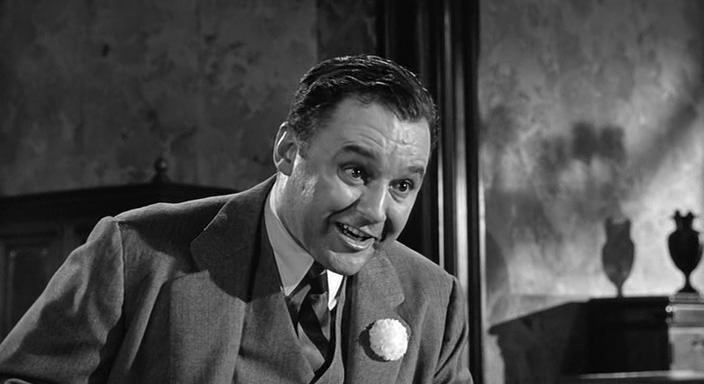
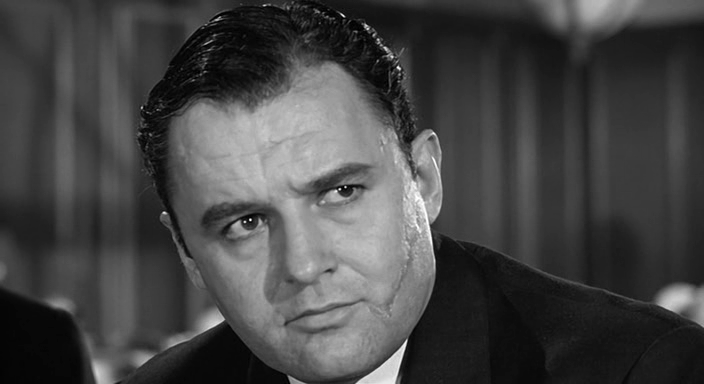
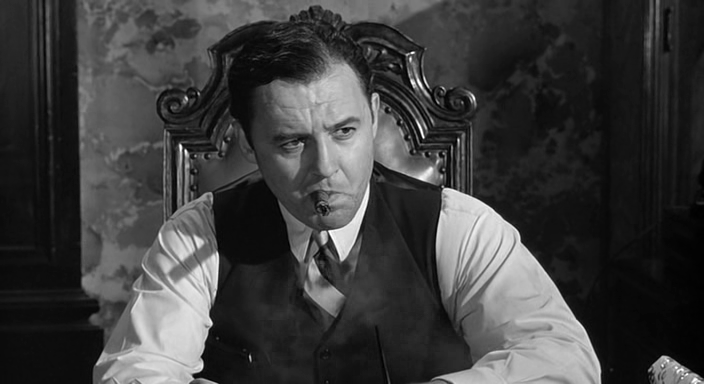

## 外部連結
- 互联网电影数据库（IMDb）上《艾爾·卡彭》的资料（英文）
- Overview and ratings （页面存档备份，存于） from TCM